# Noel Mkandawire
Noel Mkandawire (ur. 25 grudnia 1978 – zm. 1 lipca 2017) – piłkarz malawijski grający na pozycji napastnika. W swojej karierze rozegrał 27 meczów i strzelił 9 goli w reprezentacji Malawi.

## Kariera klubowa
Swoją karierę piłkarską Mkandawire rozpoczął w klubie CivO United, w którym w sezonie 2000/2001 zadebiutował w pierwszej lidze malawijskiej. W 2007 roku odszedł do ESCOM United FC, w którym grał do 2013 roku. Wraz z nim wywalczył dwa mistrzostwa Malawi w sezonach 2007 i 2010/2011 oraz dwa wicemistrzostwa w sezonach 2009/2010 i 2011/2012. W latach 2013-2014 ponownie grał w CivO United, w którym zakończył karierę.

## Kariera reprezentacyjna
W reprezentacji Malawi Mkandawire zadebiutował 16 sierpnia 2003 w zremisowanym 1:1 i wygranym 4:2 po serii rzutów karnych półfinałowym meczu Pucharu COSAFA 2003 z Zambią, rozegranym w Blantyre. Od 2003 do 2010 wystąpił w kadrze narodowej 27 razy i strzelił 9 bramek.